# Epiechinus seriepunctatus
Epiechinus seriepunctatus är en skalbaggsart som beskrevs av Heinrich Bickhardt 1911. Epiechinus seriepunctatus ingår i släktet Epiechinus och familjen stumpbaggar. Inga underarter finns listade i Catalogue of Life.